# Sahaba
Sahaba (pluralform, arabiska: الصحابة, ledsagarna) var den islamiske profeten Muhammeds samtida följeslagare/följare, som hade "sett eller träffat profeten under hans livstid eller som fysiskt befann sig i hans närhet".
Några av de mest kända är de fyra första kaliferna som enligt sunnimuslimer ingick i den grupp om tio som Muhammed lovade att komma in i paradiset. Även de som följde profeten från Mecka till Medina (Muhajirun) och de som kämpade i slaget vid Badr (Ansar) räknas till följeslagarna. 
Muhammeds följeslagare och ättlingar är de viktigaste källorna till de så kallade haditherna vilka återberättar vad Muhammed sade och gjorde. De två största islamiska samfunden, sunniterna och shiiterna, har olika inställning till att väga värdet av följeslagarnas vittnesmål, har olika hadithsamlingar och har som ett resultat olika syn på sahaba.
Den andra generationen muslimer efter sahaba, födda efter Muhammeds död, som kände åtminstone en sahaba, kallas tabi'un (även "efterföljarna"). Den tredje generationen muslimer efter tabi'un, som kände åtminstone en tabi, kallas tabi' al-tabi'in.

## Shiitiska åsikter om vissa följeslagare
Shiamuslimer är kritiska gentemot vissa av följeslagarna, då de anser att vissa av dem är ansvariga för att Ali ibn Abi Talib och hans efterkommande inte blev kalifer.
Shiamuslimer anser inte att det är en speciell dygd att endast vara följeslagare. De anser att människors dygder beror på deras intentioner, övertygelser och handlingar under och efter Muhammeds livstid. Därmed anser de att flera följeslagare inte agerade enligt islams befallningar efter hans bortgång. Shiamuslimer anser att Ali ibn Abi Talib skulle styra efter Muhammed, eftersom Muhammed hade utsett Ali till sin efterträdare och ställföreträdare i Ghadir Khumm. De anser att vissa av de som allierade sig med Ali ibn Abi Talib under Ghadir Khumm-dagen bröt förbundet och attackerade Muhammeds Ahl al-Bayt efter hans bortgång och usurperade kalifatet. Kapitlet Hycklarna i Koranen lär oss att vi inte endast ska bedöma människor efter deras yttre och uttalanden, utan snarare efter deras uppriktighet i handlingar. En återberättelse i Sahih Muslim säger att det fanns tolv hycklare bland följeslagarna. I boken Sahih al-Bukhari står det att en grupp följeslagare kommer att komma till profeten på domedagen, men kommer därefter att föras ifrån honom. Svaret som ges är att de hittade på saker efter profeten och blev apostater.